# Vangueria pachyantha
Vangueria pachyantha är en måreväxtart som först beskrevs av Robyns, och fick sitt nu gällande namn av Henrik Lantz. Vangueria pachyantha ingår i släktet Vangueria och familjen måreväxter.
Artens utbredningsområde är Angola. Inga underarter finns listade i Catalogue of Life.